# Campeonato Europeo de Lucha de 2017
El LXVIII Campeonato Europeo de Lucha se celebró en Novi Sad (Serbia) entre el 2 y el 7 de mayo de 2017 bajo la organización de United World Wrestling (UWW) y la Federación Serbia de Lucha.
Las competiciones se realizaron en el centro deportivo SPENS de la ciudad serbia.

## Resultados

### Lucha grecorromana masculina
| Evento         | Oro                        | Plata                            | Bronce                                                       |
| -------------- | -------------------------- | -------------------------------- | ------------------------------------------------------------ |
| 59 kg (06.05)  | Kristijan Fris Serbia      | Ivo Anguelov Bulgaria            | Minguiyan Semionov · Rusia · Ivan Lizatović · Croacia        |
| 66 kg (06.05)  | Artiom Surkov · Rusia      | Davor Štefanek Serbia            | Goga Goguiberashvili · Georgia · Soslan Daurov · Bielorrusia |
| 71 kg (07.05)  | Bálint Korpási · Hungría   | Pavel Liaj · Bielorrusia         | Aleksandar Maksimović · Serbia · Abuyazid Mantsigov · Rusia  |
| 75 kg (07.05)  | Tarek Abdelslam Bulgaria   | Chinguiz Labazanov · Rusia       | Kazbek Kilou · Bielorrusia · Tamás Lőrincz · Hungría         |
| 80 kg (07.05)  | Zurab Datunashvili Georgia | Radzik Kuliyeu · Bielorrusia     | Aslan Atem · Turquía · Adlan Akiyev · Rusia                  |
| 85 kg (07.05)  | Viktor Lőrincz · Hungría   | Metehan Başar Turquía            | Nikolai Bairiakov · Bulgaria · Ramsin Azizsir · Alemania     |
| 98 kg (06.05)  | Felix Baldauf · Noruega    | Aliaxandr Hrabovik · Bielorrusia | Balázs Kiss · Hungría · Artur Alexanian · Armenia            |
| 130 kg (06.05) | Rıza Kayaalp Turquía       | Bálint Lám · Hungría             | Levan Arabuli · Georgia · Vitali Shchur · Rusia              |

### Lucha libre masculina
| Evento         | Oro                             | Plata                            | Bronce                                                     |
| -------------- | ------------------------------- | -------------------------------- | ---------------------------------------------------------- |
| 57 kg (02.05)  | Georgi Edişeraşvili Azerbaiyán  | Andrei Dukov · Rumania           | Süleyman Atlı · Turquía · Zaur Uguyev · Rusia              |
| 61 kg (04.05)  | Vladimer Jinchegashvili Georgia | Ajmed Chakayev · Rusia           | Andrei Perpeliță Moldavia Valodia Frangulian Armenia       |
| 65 kg (03.05)  | Ilias Bekbulatov · Rusia        | Borislav Novachkov Bulgaria      | David Habat Eslovenia Zurab Iakobishvili Georgia           |
| 70 kg (05.05)  | Frank Chamizo · Italia          | Magomedmurad Gadżijew · Polonia  | Ruslan Dibirhacıyev · Azerbaiyán · Israil Kasumov · Rusia  |
| 74 kg (04.05)  | Soner Demirtaş Turquía          | Murad Süleymanov Azerbaiyán      | Grigor Grigorian · Armenia · Ajmed Gadzhimagomedov · Rusia |
| 86 kg (02.05)  | Dauren Kurugliyev · Rusia       | Aleksandr Qostiyev Azerbaiyán    | István Veréb · Hungría · Selim Yaşar · Turquía             |
| 97 kg (03.05)  | Rıza Yıldırım Turquía           | Aliaxandr Hushtyn · Bielorrusia  | Elizbar Odikadze Georgia Mijail Ganev Bulgaria             |
| 125 kg (05.05) | Taha Akgül Turquía              | Cәmalәddin Mәhәmmәdov Azerbaiyán | Levan Berianidze Armenia Gueno Petriashvili Georgia        |

1. ↑  El medallista de plata, el ruso Anzor Boltukayev, fue descalificado por dopaje.[2]

### Lucha libre femenina
| Evento        | Oro                                | Plata                                         | Bronce                                                     |
| ------------- | ---------------------------------- | --------------------------------------------- | ---------------------------------------------------------- |
| 48 kg (02.05) | Mariya Stadnik Azerbaiyán          | Ilona Semkiv · Ucrania                        | Emilia Vuc · Rumania · Fredrika Petersson · Suecia         |
| 53 kg (03.05) | Vanesa Kaladzinskaya · Bielorrusia | Natalia Malysheva · Rusia                     | Nina Hemmer · Alemania · María Prevolaraki · Grecia        |
| 55 kg (04.05) | Biliana Dudova Bulgaria            | Katsiaryna Hanchar-Yanushkevich · Bielorrusia | Alyona Kolesnik Azerbaiyán Mathilde Rivière Francia        |
| 58 kg (05.05) | Grace Bullen · Noruega             | Mariana Cherdivară Moldavia                   | Emese Barka · Hungría · Laura Mertens · Alemania           |
| 60 kg (03.05) | Liubov Ovcharova · Rusia           | Anastasija Grigorjeva Letonia                 | Tatyana Omelçenko · Azerbaiyán · Johanna Mattsson · Suecia |
| 63 kg (02.05) | Monika Michalik · Polonia          | Taibe Yusein Bulgaria                         | Yuliya Tkach · Ucrania · Sara Da Col · Italia              |
| 69 kg (05.05) | Anastasiya Bratchikova · Rusia     | Maryia Mamashuk · Bielorrusia                 | Koumba Larroque · Francia · Ala Cherkasova · Ucrania       |
| 75 kg (04.05) | Yasemin Adar Turquía               | Zsanett Németh · Hungría                      | Svetlana Saenco Moldavia Epp Mäe Estonia                   |

## Medallero
| Núm. | País        | Oro | Plata | Bronce | Total |
| ---- | ----------- | --- | ----- | ------ | ----- |
| 1    | Rusia       | 5   | 3     | 7      | 15    |
| 2    | Turquía     | 5   | 1     | 3      | 9     |
| 3    | Azerbaiyán  | 2   | 3     | 3      | 8     |
| 4    | Bulgaria    | 2   | 3     | 2      | 7     |
| 5    | Hungría     | 2   | 2     | 4      | 8     |
| 6    | Georgia     | 2   | 0     | 5      | 7     |
| 7    | Noruega     | 2   | 0     | 0      | 2     |
| 8    | Bielorrusia | 1   | 6     | 2      | 9     |
| 9    | Serbia      | 1   | 1     | 1      | 3     |
| 10   | Polonia     | 1   | 1     | 0      | 2     |
| 11   | Italia      | 1   | 0     | 1      | 2     |
| 12   | Moldavia    | 0   | 1     | 2      | 3     |
| 12   | Ucrania     | 0   | 1     | 2      | 3     |
| 14   | Rumania     | 0   | 1     | 1      | 2     |
| 15   | Letonia     | 0   | 1     | 0      | 1     |
| 16   | Armenia     | 0   | 0     | 4      | 4     |
| 17   | Alemania    | 0   | 0     | 3      | 3     |
| 18   | Francia     | 0   | 0     | 2      | 2     |
| 18   | Suecia      | 0   | 0     | 2      | 2     |
| 20   | Croacia     | 0   | 0     | 1      | 1     |
| 20   | Eslovenia   | 0   | 0     | 1      | 1     |
| 20   | Estonia     | 0   | 0     | 1      | 1     |
| 20   | Grecia      | 0   | 0     | 1      | 1     |
|      | TOTAL       | 24  | 24    | 48     | 96    |